# 拉瓦勒莫朗西
拉瓦勒莫朗西（法語：Laval-Morency，法語發音：[laval mɔʁɑ̃si]）是法国大東部大區阿登省的一个市镇，属于沙勒维尔-梅济耶尔区。

## 地理
拉瓦勒莫朗西（49°49'59"N, 4°29'29"E）面积4.28 平方千米，位于法国大東部大區阿登省，该省份为法国北部内陆省份，西接埃纳省，南至马恩省，东临默兹省，北与比利时接壤。
与拉瓦勒莫朗西接壤的市镇（或旧市镇、城区）包括：布隆拜、索尔莫讷河畔沙特莱、希利、莱谢勒。

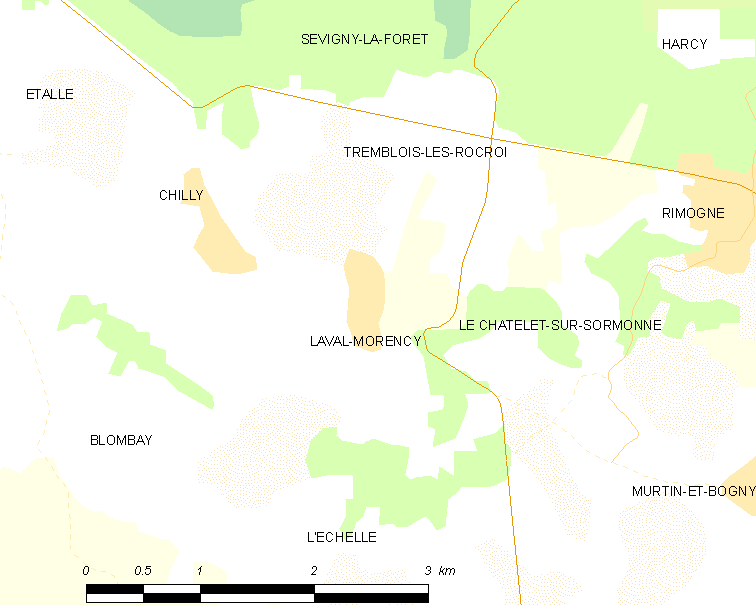
拉瓦勒莫朗西的OSM定位图

拉瓦勒莫朗西的时区为UTC+01:00、UTC+02:00（夏令时）。

## 行政
拉瓦勒莫朗西的邮政编码为08150，INSEE市镇编码为08249。

## 政治
拉瓦勒莫朗西所属的省级选区为罗克鲁瓦县。

## 人口

1962-2008年间拉瓦勒莫朗西人口变化图示

拉瓦勒莫朗西于2022年1月1日时的人口数量为233人。